# 阿里薩羅火山
阿里薩羅火山（西班牙語：Volcán Arizaro）是阿根廷的火山，位於該國西北部薩爾塔省，屬於安第斯山脈的一部分，毗鄰與智利接壤的邊境，海拔高度5,754米。